# Ázsiai oroszlán
Az ázsiai oroszlán (Panthera leo persica) az emlősök (Mammalia) osztályának ragadozók (Carnivora) rendjébe, ezen belül a macskafélék (Felidae) családjába tartozó oroszlán (Panthera leo) egyik alfaja. Egyéb nevei: indiai oroszlán vagy perzsa oroszlán. Egyes tudósok szerint az ázsiai oroszlán mindössze a berber oroszlán (Panthera leo leo) egy ázsiába vándorolt állománya, ami genetikailag nem különbözik a berber oroszlántól.
Az ázsiai oroszlán valamikor Európától Kis-Ázsián át Indiáig nagy számban fordult elő. Élőhelye kiterjedt a Kárpát-medencére, a mai Magyarország területére is.
Máig fennmaradt, utolsó populációját a kihalás veszélye fenyegeti.

## Előfordulása
Az ázsiai oroszlán ma már csak az északnyugat-indiai Gudzsarát államban, a Szaurástra-félszigeten fekvő Gir erdőség rezervátumában él. A mintegy 300 négyzetkilométeres kiterjedésű területet legelők és vegyes erdők borítják. A 2015 májusában végzett számlálás szerint, 523 példánya létezik a vadonban, azaz a védett területeken. Ebből 109 felnőtt hím, 201 felnőtt nőstény és 213 kölyök volt.
Magyarország állatkertjei közül a Fővárosi Állat-és Növénykertben és a Debreceni Állatkertben látható.

## Megjelenése
A hím fej-törzshossza 160–180 centiméter, a nőstényé 130–150 centiméter. A hím marmagassága elérheti a 110 centimétert. A hím testtömege 160–190 kilogramm, a nőstényé 110–120 kilogramm. Az ázsiai oroszlán valamivel kisebb, mint az afrikai oroszlán. Bundája valamivel bolyhosabb, mint az afrikai alfajoké, a könyök tájéka pedig szőrösebb. Az állat rendszeresen nyalogatja a bundáját, hogy kisebb sebei ne gyulladjanak be, s ezzel tisztítja is magát. A hímek sörénye általában vöröses, de némelyik hímé fekete színű. Farokbojtjuk nagyobb, mint az afrikai rokonoké. Az újszülöttek bundája sötét foltos, azonban hamar kivilágosodik.

## Életmódja
Mint minden oroszlán, az ázsiai oroszlán is társas, territoriális és családi közösségben él. A fiatal hímeket kétéves korukban elkergetik az idősebb hímek, míg a nőstények egész életükben a családdal maradnak. A hímek néhány éves barangolás után átveszik az uralmat egy család fölött, ahol 2–3 évig maradnak. Tápláléka patás emlősök, különösen szarvasok, vaddisznók és nilgau antilop, de háziállatokra is ráfanyalodhat. A családban általában a nőstények vadásznak, a hímek csak a barangolás idején, ekkor is inkább dögökkel táplálkoznak. Az állat általában éjszaka vadászik, nappal inkább pihen.

## Szaporodása
Az ivarérettséget 3–5 éves korban éri el. A párzási időszak túlnyomórészt október és november között van. A vemhesség 105–112 napig tart, ennek végén 2–4 utód jön a világra. Az anyaállat 6 hónapig szoptatja kicsinyeit.

## Képek

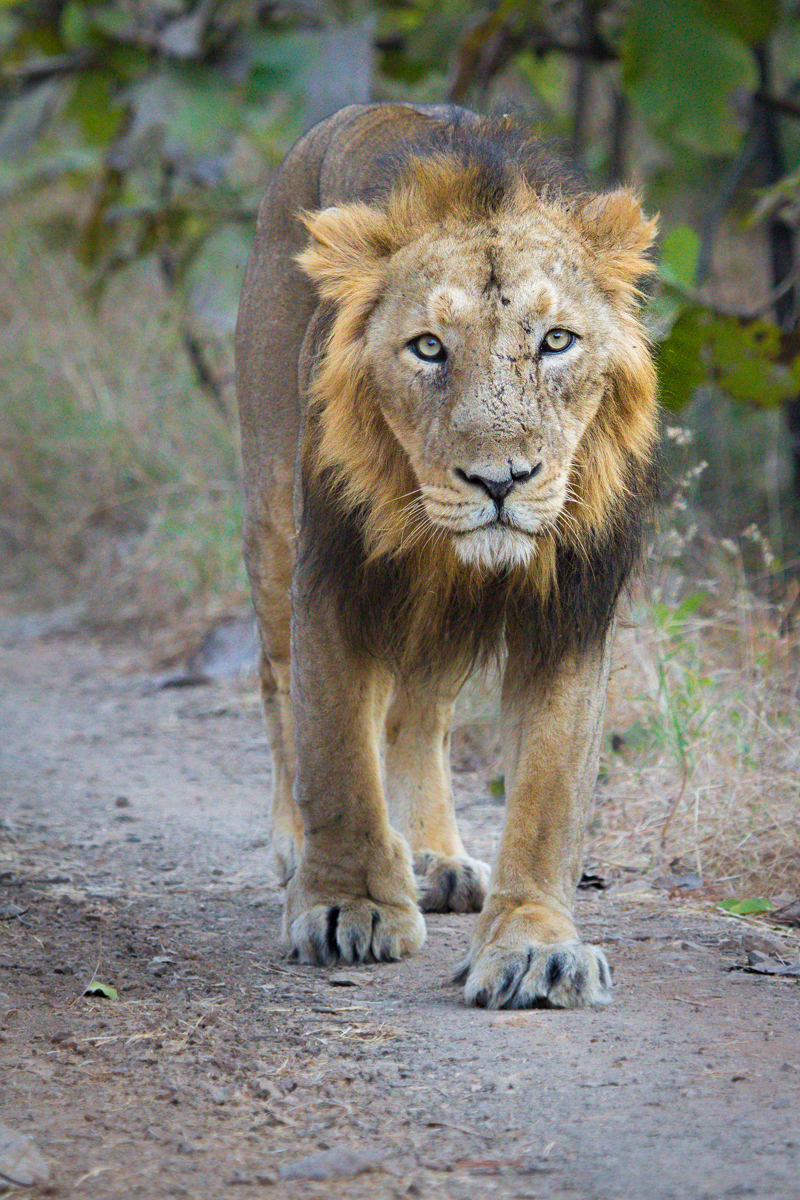
Hímek
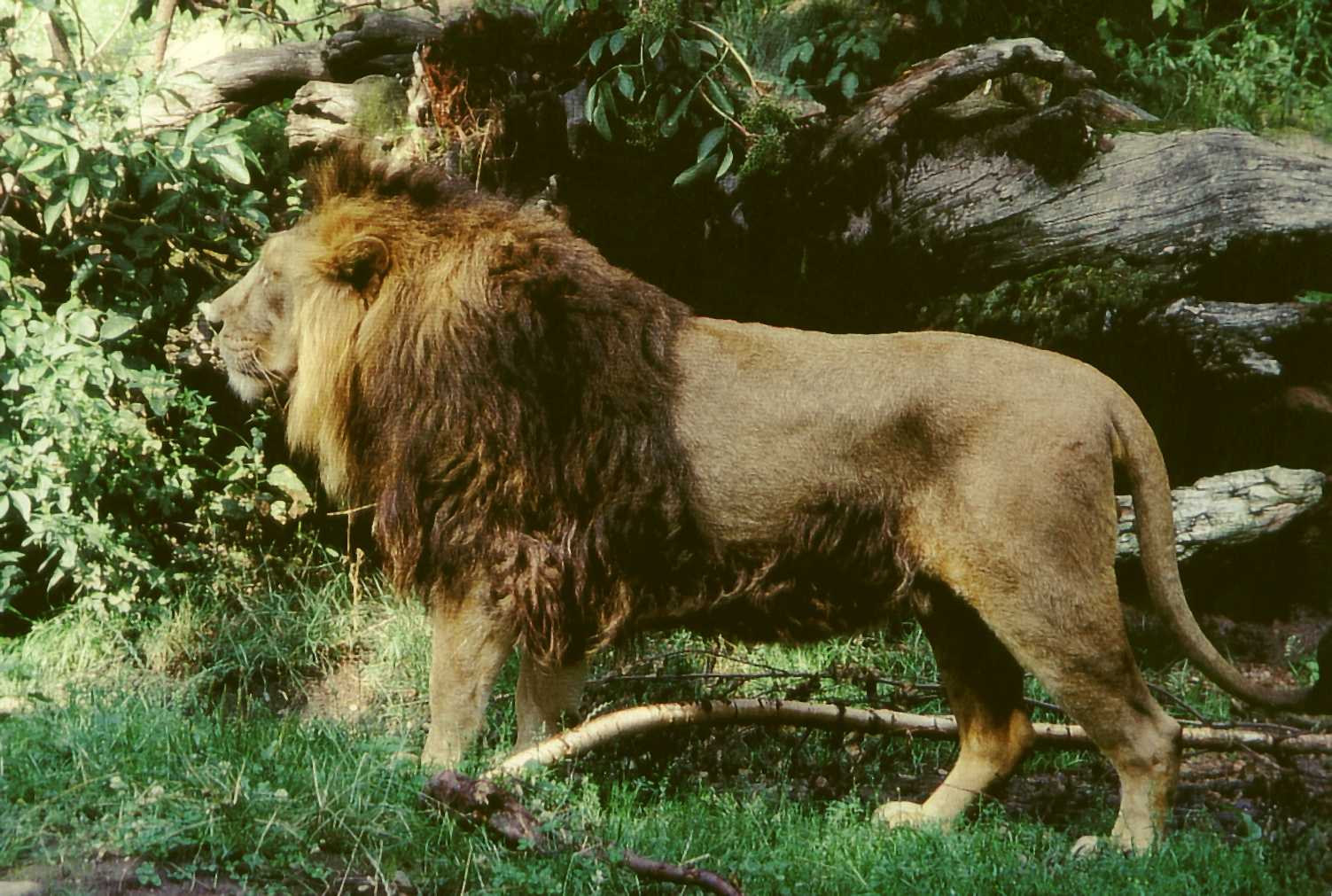
és
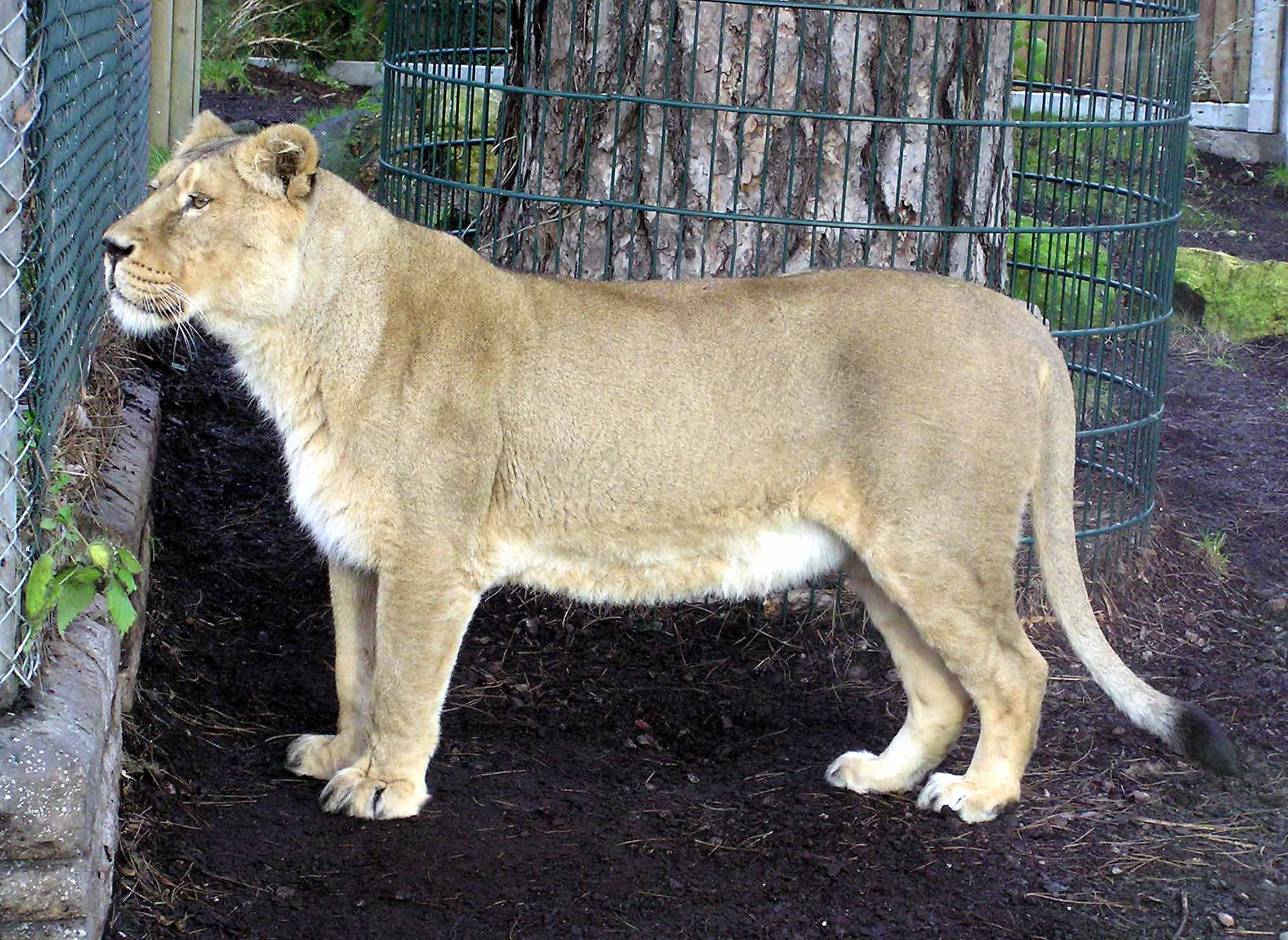
nőstény
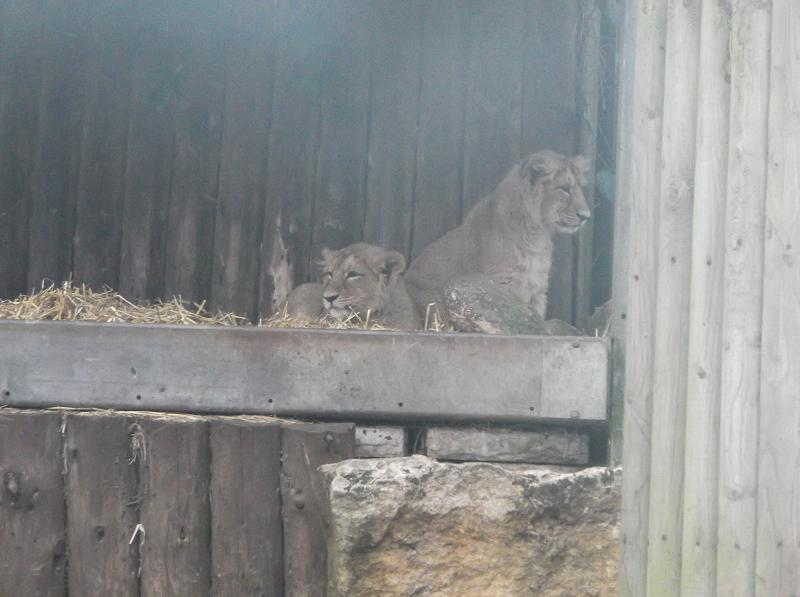
Ázsiai oroszlán kölykök
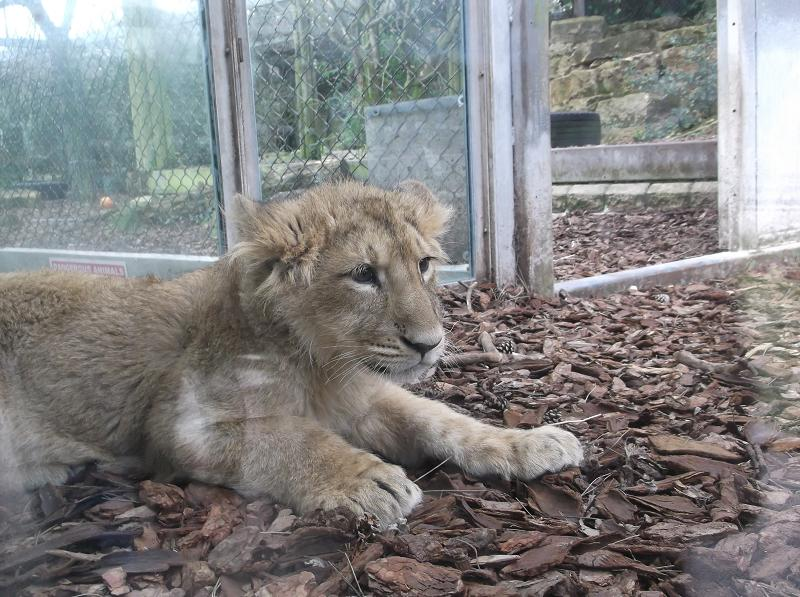
a bristoli állatkertben